# Terras de Trás-os-Montes
Terras de Trás-os-Montes ist eine portugiesische Subregion im Nordosten der Region Norte. Im Jahr 2021 verzeichnete die Subregion 107.293 Einwohner und eine Bevölkerungsdichte von 19 Einwohner pro km2. Die im Jahr 2013 gegründete Subregion hat eine Fläche von 5.543 km2, welche sich in 9 Kreisen und 175 Gemeinden unterteilen lässt. Die Hauptstadt der Subregion ist die Stadt Bragança, mit 34.589 Einwohnern in der gesamten Gemeinde und 22.693 Einwohner im Stadtgebiet die größten Stadt der Subregion ist. Sie grenzt im Westen an die Subregion Alto Tâmega, im Norden an Galicien (Spanien), im Osten an Kastilien und León (Spanien) und im Süden an die Subregion Douro.

## Kreise
Die Subregion besteht aus den folgenden 9 Kreisen:
- Alfândega da Fé
- Bragança
- Macedo de Cavaleiros
- Miranda do Douro
- Mirandela
- Mogadouro
- Vila Flor
- Vimioso

- Vinhais

## Gemeinden
Die Subregion besteht aus den folgenden 175 Gemeinden:

### Alfândega da Fé
Der Kreis Alfândega da Fé besteht aus den folgenden 12 Gemeinden:
Agrobom, Saldonha e Vale Pereiro, Alfândega da Fé, Cerejais, Eucísia, Gouveia e Valverde, Ferradosa e Sendim da Serra, Gebelim e Soeima, Parada e Sendim da Ribeira, Pombal e Vales, Sambade, Vilar Chão, Vilarelhos und Vilares de Vilariça

### Bragança
Der Kreis Bragança besteht aus den folgenden 39 Gemeinden:
Alfaião, Aveleda e Rio de Onor, Babe, Baçal, Carragosa, Castrelos e Carrazedo, Castro de Avelãs, Coelhoso, Donai, Espinhosela, França, Gimonde, Gondesende, Gostei, Grijó de Parada, Izeda, Calvelhe e Paradinha Nova, Macedo do Mato, Mós, Nogueira, Outeiro, Parada e Faílde, Parâmio, Pinela, Quintanilha, Quintela de Lampaças, Rabal, Rebordainhos e Pombares, Rebordãos, Rio Frio e Milhão, Salsas, Samil, Santa Comba de Rossas, São Julião de Palácios e Deilão, São Pedro de Sarracenos, Sé, Santa Maria e Meixedo, Sendas, Serapicos, Sortes und Zoio

### Macedo de Cavaleiros
Der Kreis Macedo de Cavaleiros besteht aus den folgenden 30 Gemeinden:
Ala e Vilarinho do Monte, Amendoeira, Arcas, Bornes e Burga, Carrapatas, Castelãos e Vilar do Monte, Chacim, Cortiços, Corujas, Espadanedo, Edroso, Murçós e Soutelo Mourisco, Ferreira, Grijó, Lagoa, Lamalonga, Lamas, Lombo, Macedo de Cavaleiros, Morais, Olmos, Peredo, Podence e Santa Combinha, Salselas, Sezulfe, Talhas, Talhinhas e Bagueixe, Vale Benfeito, Vale da Porca, Vale de Prados, Vilarinho de Agrochão und Vinhas

### Miranda do Douro
Der Kreis Miranda do Douro besteht aus den folgenden 13 Gemeinden:
Constantim e Cicouro, Duas Igrejas, Genísio, Ifanes e Paradela, Malhadas, Miranda do Douro, Palaçoulo, Picote, Póvoa, São Martinho de Angueira, Sendim e Atenor, Silva e Águas Vivas und Vila Chã de Braciosa

### Mirandela
Der Kreis Mirandela besteht aus den folgenden 30 Gemeinden:
Abambres, Abreiro, Aguieiras, Alvites, Avantos e Romeu, Avidagos, Navalho e Pereira, Barcel, Marmelos e Valverde da Gestosa, Bouça, Cabanelas, Caravelas, Carvalhais, Cedães, Cobro, Fradizela, Franco e Vila Boa, Frechas, Freixeda e Vila Verde, Lamas de Orelhão, Mascarenhas, Mirandela, Múrias, Passos, São Pedro Velho, São Salvador, Suçães, Torre de Dona Chama, Vale de Asnes, Vale de Gouvinhas, Vale de Salgueiro und Vale de Telhas

### Mogadouro
Der Kreis Mogadouro besteht aus den folgenden 21 Gemeinden:
Azinhoso, Bemposta, Bruçó, Brunhoso, Brunhozinho, Castanheira e Sanhoane, Castelo Branco, Castro Vicente, Meirinhos, Mogadouro, Valverde, Vale de Porco e Vilar de Rei, Paradela, Penas Roias, Peredo da Bemposta, Remondes e Soutelo, Saldanha, São Martinho do Peso, Tó, Travanca, Urrós, Vale da Madre, Vila de Ala und Vilarinho dos Galegos e Ventozelo

### Vila Flor
Der Kreis Vila Flor besteht aus den folgenden 14 Gemeinden:
Assares e Lodões, Benlhevai, Candoso e Carvalho de Egas, Freixiel, Roios, Samões, Sampaio, Santa Comba de Vilariça, Seixo de Manhoses, Trindade, Vale Frechoso, Valtorno e Mourão, Vila Flor e Nabo und Vilas Boas e Vilarinho das Azenhas

### Vimioso
Der Kreis Vimioso besteht aus den folgenden 10 Gemeinden:
Algoso, Campo de Víboras e Uva, Argozelo, Caçarelhos e Angueira, Carção, Matela, Pinelo, Santulhão, Vale de Frades e Avelanoso, Vilar Seco und Vimioso

### Vinhais
Der Kreis Vinhais besteht aus den folgenden 26 Gemeinden:
Agrochão, Candedo, Celas, Curopos e Vale de Janeiro, Edral, Edrosa, Ervedosa, União das Freguesias de Moimenta e Montouto, Nunes e Ousilhão, Paçó, Penhas Juntas, Quirás e Pinheiro Novo, Rebordelo. Santalha, Sobreiró de Baixo e Alvaredos, Soeira, Fresulfe e Mofreita, Travanca e Santa Cruz, Tuizelo, Vale das Fontes, Vila Boa de Ousilhão, Vila Verde, Vilar de Lomba e São Jomil, Vilar de Ossos, Vilar de Peregrinos, Vilar Seco de Lomba und Vinhais

## Demografie

### Einwohner
Nach den Daten der Volkszählung 2021 hat die Subregion Terras de Trás-os-Montes 107.293 Einwohner, 10.234 weniger als bei der Volkszählung 2011, wo 117.527 Einwohner registriert wurden. Von den 9 Kreise verzeichneten alle eine Minderung der Einwohnerzahl, dabei hat der Kreis Bragança die kleinste Minderung erlitten. Der Kreis Mirandela hat bei der Volkszählung die höchste Bevölkerungsdichte von allen anderen Kreisen, nämlich 32 Einwohner pro km2, hingegen der Kreis Vimioso nur 8 Einwohner pro km2 und hat damit die niedrigste Bevölkerungsdichte von allen 9 Kreisen.
| Kreise                   | Einwohner | Einwohner | Einwohner | Fläche km2 | Einwohner pro km2 |
| Kreise                   | 2001      | 2011      | 2021      | Fläche km2 | Einwohner pro km2 |
| ------------------------ | --------- | --------- | --------- | ---------- | ----------------- |
| Alfândega da Fé          | 5.963     | 5.104     | 4.324     | 321,95     | 13                |
| Bragança                 | 34.750    | 35.341    | 34.589    | 1.173,57   | 29                |
| Macedo de Cavaleiros     | 17.449    | 15.776    | 14.252    | 699,14     | 20                |
| Miranda do Douro         | 8.048     | 7.482     | 6.464     | 487,18     | 13                |
| Mirandela                | 25.819    | 23.850    | 21.394    | 658,96     | 32                |
| Mogadouro                | 11.235    | 9.542     | 8.301     | 760,65     | 10                |
| Vila Flor                | 7.913     | 6.697     | 6.052     | 265,81     | 22                |
| Vimioso                  | 5.315     | 4.669     | 4.149     | 481,59     | 8                 |
| Vinhais                  | 10.646    | 9.066     | 7.768     | 694,76     | 11                |
| Terras de Trás-os-Montes | 127.138   | 117.527   | 107.293   | 5.543 km2  | 19                |

## Verkehr

### Straßenverkehr

#### Autobahn A4
Die Autobahn A4, auch Autoestrada Transmontana genannt, ist die zentrale Autobahnverbindung in der Subregion und erschließt sie in der Ost-West-Richtung. Die Autobahn verbindet die Region Norte von der Metropolregion Porto aus über die Subregionen Tâmega e Sousa und Douro mit Spanien. Dabei ist die Autobahn eine auch wichtige Verbindung innerhalb der Subregion, welche die wichtigsten Kreise (Mirandela, Macedo de Cavaleiros und Bragança) miteinander verbindet. Von den 223 km der Autobahn liegen 92 km innerhalb der Subregion Terras de Trás-os-Montes.

#### Schnellstraße IP4
Die Schnellstraße IP4 wurde 2010 bis 2013 zur Autobahn A4 ausgebaut, von ihr existieren heute innerhalb von Terras de Trás-os-Montes nur noch die 14 km der alten Umgehungsstraße um die Stadt Bragança, die von der A4 auf einer neuen Streckenführung umfahren wird.

#### Schnellstraße IP2
Die Schnellstraße IP2 verbindet die Autobahn A4 von Amendoeira-Norte im Kreis Macedo de Cavaleiros mit den inneren Kreisen der Subregion, Alfândega da Fé und Vila Flor. Auf einer Strecke von 35 km und an einigen weiteren Abschnitten besitzt die Schnellstraße ein Autobahnprofil. Sie führt bis in den Süden Portugals nach Faro und verbindet mehrere Subregionen im Landesinneren.

#### Schnellstraße IC5
Die Schnellstraße IC5 verbindet auf einer Strecke von 103 km den Kreis Miranda do Douro  mit Mogadouro und Vila Flor. Sie führt weiter bis nach Alijó und Murça in der Subregion Douro.